# Newtonia (rodzaj)
Newtonia – rodzaj ptaków z rodziny wangowatych (Vangidae).

## Rozmieszczenie geograficzne
Rodzaj obejmuje gatunki występujące endemicznie na Madagaskarze.

## Morfologia
Długość ciała 12 cm; masa ciała 7–18 g.

## Systematyka

### Etymologia
Newtonia: Alfred Newton (1829–1907), angielski ornitolog, urzędnik w kolonii brytyjskiej na Mauritiusie w latach 1859–1877, przyrodnik, badacz i kolekcjoner, który okazy zbierał także na Madagaskarze w latach 1861–1862 i Seszelach w 1866 roku.

### Podział systematyczny
Do rodzaju należą następujące gatunki:
- Newtonia archboldi Delacour & Berlioz, 1931 – lemurka samotna
- Newtonia brunneicauda (A. Newton, 1863) – lemurka szara
- Newtonia amphichroa Reichenow, 1891 – lemurka ciemna
- Newtonia fanovanae Gyldenstolpe, 1933 – lemurka rdzawosterna